# デービッド・M・S・ワトソン
デービッド・メレディス・シアーズ・ワトソン（David Meredith Seares Watson、1886年6月18日 - 1973年7月23日）はイギリスの動物学者、比較解剖学者である。脊椎動物、特に爬虫類の化石の研究を行った。また、海外を調査し、化石のコレクションを造った。

## 略歴
ランカシャー州サルフォード近くの Higher Broughton で生まれた。父親は金属学者のデービッド・ワトソン（David Watson）である。
マンチェスター大学で学んだ。地質学を学び、炭田の植物化石を研究し、後に女性運動家として有名になるマリー・ストープス(Marie Stopes) と共著で論文を発表した。修士号をとった後も、ロンドン自然史博物館で化石の研究を続け、南アフリカ、オーストラリア、アメリカ合衆国も訪れた。1912年にユニヴァーシティ・カレッジ・ロンドンの脊椎動物古生物学の講師に任じられた。
第一次世界大戦の始まりで1916年に研究は中断され、海軍、空軍に従軍し、空軍では気球や飛行船の設計にかかわった。終戦で大学に戻り、1921年にユニヴァーシティ・カレッジ・ロンドンの動物学、比較解剖学の教授に任じられた。1922年に王立協会フェロー選出。
1931年に政府の農業研究協議会 (Agricultural Research Council) に選ばれ、1937年にはアメリカのイェール大学で講義を行った。第二次世界大戦時には任じられ、ユニヴァーシティ・カレッジ・ロンドンの動物学部をウェールズの Bangor へ退避させる指揮をとり、内閣の食糧政策委員会の科学技術小委員会の事務長を務めた。

## 受賞歴
- 1924年: クルーニアン・メダルル （王立協会）
- 1942年: ダーウィン・メダル （王立協会）
- 1949年: リンネ・メダル （ロンドン・リンネ協会）
- 1958年: ダーウィン＝ウォレス・メダル （ロンドン・リンネ協会）
- 1965年: ウォラストン・メダル （ロンドン地質学会）

## 著書
- "Palaeontology and the Evolution of Man", Romanes Lecture, Oxford, 1928
- The Animal Bones from Skara Brae (1931)
- "Science and Government", the Earl Grey Memorial Lecture, Newcastle-upon-Tyne, 1942
- "Paleontology and Modern Biology", the Silliman Memorial Lecture, Yale University, 1951